# José María Lavalle
José María Lavalle (ur. 5 czerwca 1911 w Limie, zm. 7 lipca 1984) – peruwiański piłkarz, reprezentant kraju, grający na pozycji napastnika.

## Kariera piłkarska
Lavalle w latach 1926–1938 występował w drużynie Alianza Lima. Jako piłkarz Alianzy świętował mistrzostwo Primera División Peruana w sezonach 1927, 1928, 1931, 1932 i 1933.
Lavalle znalazł się w zespole reprezentacji Peru na Copa América 1927. Podczas mistrzostw zagrał z Urugwajem (debiut w reprezentacji), Boliwią i Argentyną. Peru zakończyło turniej na 3. miejscu. 
W 1930 został powołany przez trenera Francisco Bru na Mistrzostwa Świata. Podczas tego turnieju wystąpił w dwóch spotkaniach z Rumunią i Urugwajem. 
Wziął też udział w Copa América 1935 i Copa América 1937, podczas których wystąpił łącznie w 6 meczach. Ostatni mecz w drużynie narodowej rozegrał podczas mistrzostw Ameryki 24 stycznia 1937, w wygranym 1:0 meczu z Paragwajem. 
Lavalle w latach 1927–1937 wystąpił w 12 spotkaniach reprezentacji Peru.
| Mecze i gole w reprezentacji | Mecze i gole w reprezentacji | Mecze i gole w reprezentacji | Mecze i gole w reprezentacji | Mecze i gole w reprezentacji | Mecze i gole w reprezentacji | Mecze i gole w reprezentacji |
| #                            | Data                         | Miasto                       | Przeciwnik                   | Gol                          | Wynik                        | Rozgrywki                    |
| ---------------------------- | ---------------------------- | ---------------------------- | ---------------------------- | ---------------------------- | ---------------------------- | ---------------------------- |
| 1.                           | 01.11.1927                   | Lima                         | Urugwaj                      |                              | 0:4                          | Copa América 1927            |
| 2.                           | 13.11.1927                   | Lima                         | Boliwia                      |                              | 3:2                          | Copa América 1927            |
| 3.                           | 27.11.1927                   | Lima                         | Argentyna                    |                              | 1:5                          | Copa América 1927            |
| 4.                           | 03.11.1929                   | Buenos Aires                 | Argentyna                    |                              | 0:3                          | Copa América 1929            |
| 5.                           | 14.07.1930                   | Montevideo                   | Rumunia                      |                              | 1:3                          | MŚ 1930                      |
| 6.                           | 18.07.1930                   | Montevideo                   | Urugwaj                      |                              | 0:1                          | MŚ 1930                      |
| 7.                           | 13.01.1935                   | Lima                         | Urugwaj                      |                              | 0:1                          | Copa América 1935            |
| 8.                           | 20.01.1935                   | Lima                         | Argentyna                    |                              | 1:4                          | Copa América 1935            |
| 9.                           | 26.01.1935                   | Lima                         | Chile                        |                              | 1:0                          | Copa América 1935            |
| 10.                          | 27.12.1936                   | Buenos Aires                 | Brazylia                     |                              | 2:3                          | Copa América 1937            |
| 11.                          | 06.01.1937                   | Buenos Aires                 | Urugwaj                      |                              | 2:4                          | Copa América 1937            |
| 12.                          | 24.01.1937                   | Buenos Aires                 | Paragwaj                     |                              | 1:0                          | Copa América 1937            |

## Sukcesy
Peru
- Copa América (2): 1927 (3. miejsce), 1935 (3. miejsce)

Allianza Lima
- Mistrzostwo Primera División Peruana (5): 1927, 1928, 1931, 1932, 1933